# Basilichthys microlepidotus
Basilichthys microlepidotus là một loài cá trong họ Atherinidae. Đây là loài bản địa Chile.